# Dolny Zachód Świerza

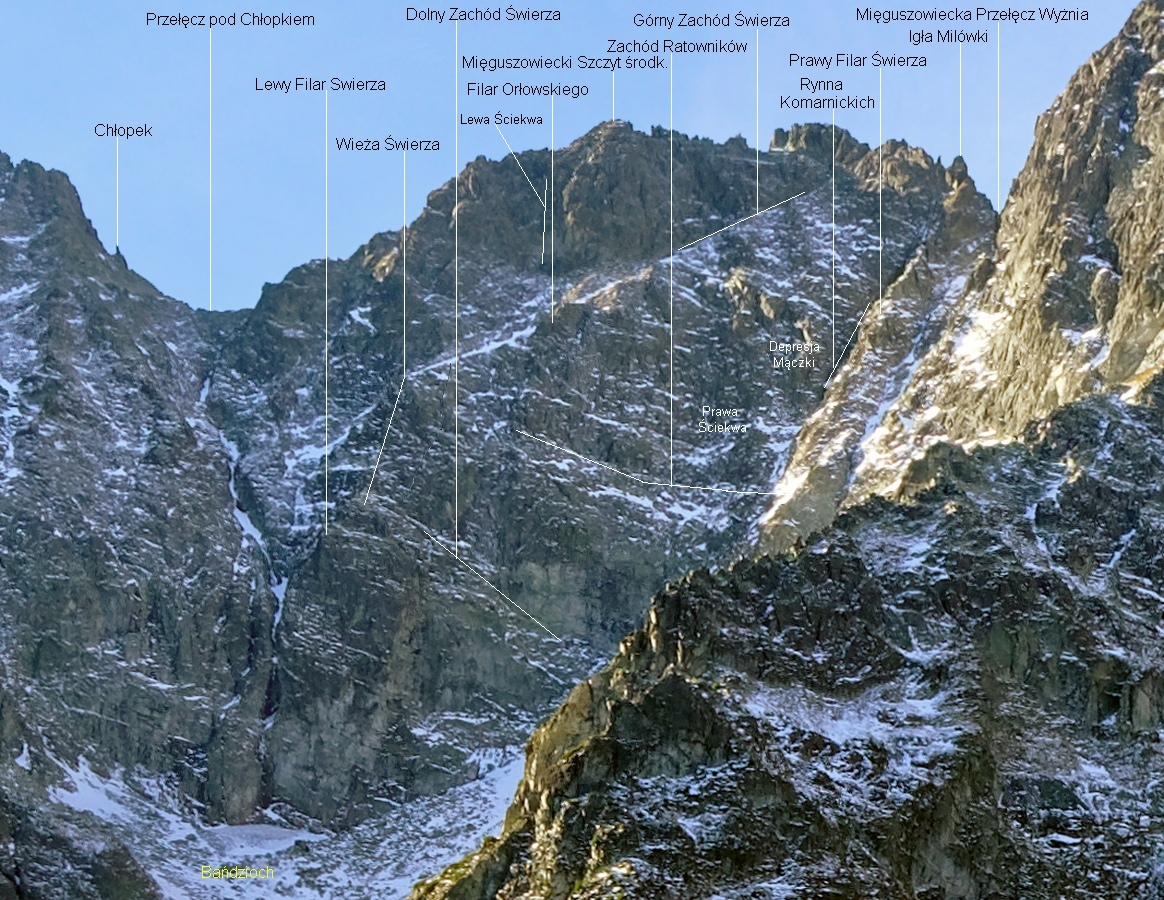

Dolny Zachód Świerza – zachód na północno-wschodniej ścianie Mięguszowieckiego Szczytu Pośredniego w Tatrach Polskich. Ciągnie się od Zachodu Komarnickich do siodełka w lewym filarze Mięguszowieckiego Szczytu Pośredniego (Filarze Świerza). Nazwę nadał mu Władysław Cywiński. Upamiętnił nią Mieczysława Świerza, autora wielu pierwszych przejść w Tatrach.
Dolnym Zachodem Świerza prowadzi Droga Świerza z Bańdziocha na Mięguszowiecki Szczyt Pośredni (III w skali tatrzańskiej, czas przejścia 2 godz. 30 min). Pierwsze przejście:Adam Ferens, Hugo Grosman i Mieczysław Świerz 2 sierpnia 1923 r.

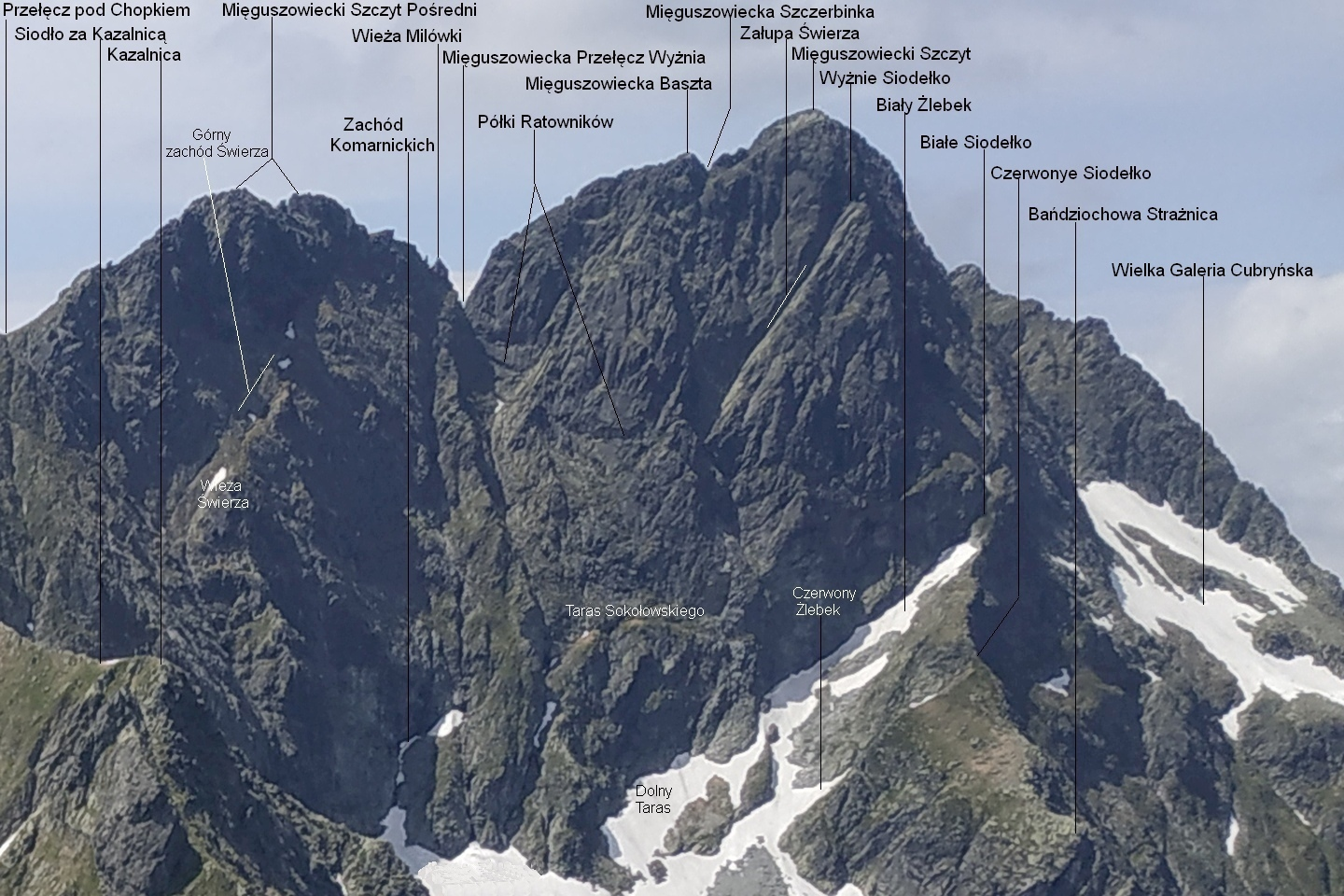